# The Belle of Bar-Z Ranch
The Belle of Bar-Z Ranch è un cortometraggio muto del 1912 diretto da Thomas Ricketts (Tom Ricketts).

## Produzione
Il film fu prodotto dalla Nestor Film Company.

## Distribuzione
Distribuito dall'Universal Film Manufacturing Company, il film - un cortometraggio di una bobina - uscì nelle sale cinematografiche USA il 10 giugno 1912.